# Dawa Yangzum Sherpa

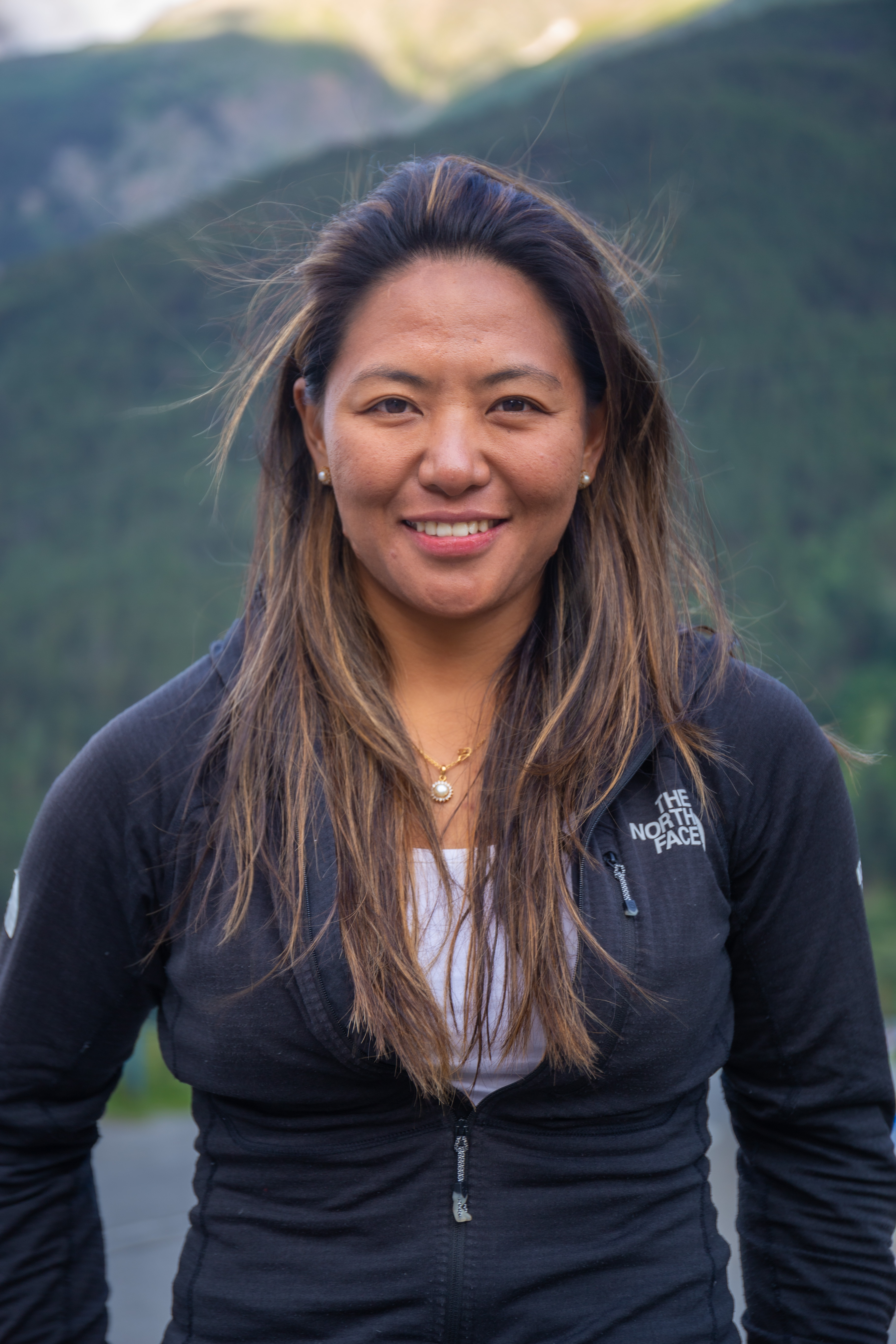
Dawa Yangzum Sherpa (2019)

Dawa Yangzum Sherpa (geboren 1990 im Distrikt Dolakha im Rolwaling Himal, Nepal) ist eine nepalesische Höhenbergsteigerin aus dem Volk der Sherpa und die erste international akkreditierte Bergführerin aus Nepal. Sie hat alle 14 Achttausender bestiegen, einige ohne zusätzlichen Sauerstoff.

## Leben
Yangzum wuchs in einem kleinen Dorf im Rolwaling Himal gemeinsam mit drei Brüdern und zwei Schwestern auf. Die Gegend liegt im Zentrum des Himalaya und nahe den höchsten Bergen der Erde. Ihr Heimatdorf liegt auf 4200 m Höhe, hier verbringt die Familie den Großteil des Jahres. Nur im tiefen Winter ziehen die Dorfbewohner ins Tal. Zu dem Dorf führt keine Straße, der nächstgelegene größere Ort ist nur nach mehrtägigem Fußmarsch über einen Bergpass zu erreichen. Hier ist es eine Notwendigkeit, schwere Lasten zu Fuß zu transportieren, und Teil ihres harten Lebens.
Daher arbeiten viele Männer des Dorfes bei Expeditionen als Träger oder Bergführer. Bei dieser Tätigkeit können sie ein Vielfaches des jährlichen Durchschnittseinkommens in Nepal verdienen. Diese Tätigkeit ist hoch angesehen und kann für die Familien einen bescheidenen Wohlstand begründen. Im Weltbild der Sherpas ist sie allerdings Männern vorbehalten.
Im Jahr 2003 suchte eine Expedition Trägerinnen für eine Trekkingtour über den Tashi-Lapsi-Pass. Gemeinsam mit fünf anderen Mädchen verließ Yangzum ihr Dorf, um auf dieser sechstägigen Tour schwere Lasten zu tragen; sie war zu diesem Zeitpunkt erst 13 Jahre alt. Der Lohn für diese Arbeit ermöglichte ihr, nach Kathmandu zu einem Onkel und einem ihrer Brüder zu ziehen, bei denen sie die nächsten fünf Jahre lebte. Mit 18 arbeitete Yangzum wieder bei einer Trekkingexpedition, sie wollte aber mehr erreichen.
Daher belegte sie 2010 einen Kurs am Khumbu Climbing Center (KCC), der nepalesischen Bergsteigern die notwendigen technischen Fähigkeiten beibringt, um sicher an Expeditionen teilnehmen zu können. Diese Kletterschule stellt auch die notwendige Ausrüstung. In den folgenden zwei Jahren bestieg Yangzum mit unterschiedlichen Expeditionen mehrere Siebentausender und belegte intensivere Bergsteigerkurse. Mit steigender Erfahrung wurde sie Ausbilderin am KCC. Da sie aber nicht nur Trägerin oder Aushilfe sein wollte, machte sie die nationale Ausbildung zur Bergführerin für das Höhenbergsteigen. Nur nach dieser Schulung sind Bergführer oder Bergführerinnen berechtigt, zahlende Kunden zum Gipfel zu geleiten.
Um auch ausländische Expeditionen leiten zu können und von internationalen Kunden besser akzeptiert zu werden, machte sie eine zusätzliche Bergführerausbildung in den USA. Deshalb verbrachte sie von 2010 bis 2013 viel Zeit mit Trainingskursen und Prüfungen, die Hälfte davon in Nepal, die andere Hälfte in den USA. 2015 kehrte sie in die USA zurück, hatte aber große Schwierigkeiten, eine Green Card zu bekommen. Diese benötigte sie, weil sie für den Abschluss der Ausbildung eine Zeit lang im Land bleiben musste. Sie musste die Green Card einklagen und zur Bezahlung der Anwälte unterschiedliche Gelegenheitsjobs annehmen. Berühmte US-Kletterinnen wie Emily Harrington unterstützen sie in diesem Prozess.
Im Jahr 2017 konnte Yangzum ihr Diplom als IVBV-Bergführerin abschließen, sie ist die erste Frau Nepals, der das gelang. Die IVBV definiert Qualitätsgrundsätze in der Ausbildung der Bergführer. Mit dieser international anerkannten Ausbildung kann sie daher Expeditionen nicht nur in Nepal führen. Danach arbeitete Yangzum bereits als Bergführerin am Denali, dem Aconcagua, dem Elbrus, dem Mount Rainier und dem Mount Everest.
Sie hat einen Sponsorenvertrag mit The North Face und arbeitet für den Expeditionsveranstalter Alpine Ascents International. Damit ist sie eine der wenigen professionellen nepalesischen Bergführern, die von großen westlichen Unternehmen angestellt wurden.

## Alpinistische Karriere
Yangzums erste wesentliche Bergtour war 2009 am Yala Peak. 2011 wurde sie für eine von National Geographic und The North Face ausgerichtete Expedition auf den Mount Everest engagiert. Sie war für den Transport von Ausrüstung zwischen den Camps zuständig und musste Tausende Höhenmeter mit schweren Lasten zurücklegen. In dieser Expedition lernte sie Emily Harrington kennen. Da sich die Expedition aufgeteilt hatte, schlossen sich die beiden Frauen zusammen. Gemeinsam erreichten sie am 25. Mai 2012 den Gipfel des Mount Everest. Nach der Besteigung bilanzierte Yangzum, dass die Arbeit als Trägerin sehr hart gewesen sei, die Besteigung des Gipfels im Vergleich dazu leicht.
In dieser Zeit verwirklichte sie einige ehrgeizige Projekte: So bestieg sie den Island Peak (6189 Meter), 2011 die Ama Dablam (6812 Meter) und 2010 den Chekigo (6285 Meter).
Besonders hervorzuheben ist die Besteigung des K2 (8611 Meter) im Jahr 2014: der zweithöchste Berg der Welt gilt als besonders schwierig, mit hoher Steinschlag- und Lawinengefahr. Die drei Sherpani Yangzum, Pasang Lahmu Sherpa Akita und Maya Sherpa waren die erste rein weibliche, nepalesische Expedition auf dem „Berg der Berge“. 2014 hatten erst 15 Frauen den Gipfel des K2 erreicht. 2020 präsentierte sie über diesen Erfolg mit ihren Seilkameradinnen das Kinderbuch Daring the Dream (deutsch: Trau dich zu träumen). 2017 versuchte das gleiche Team die Besteigung des Kangchenjunga, des dritthöchsten Bergs. Starker Schneefall zwang sie zur Umkehr vor dem Gipfel.
2017 gelang ihr als erstem Menschen die Winterbesteigung des Langdung (6357 Meter) im Rolwaling Himal, 2018 bestieg sie den Denali (6190 Meter), den höchsten Berg Nordamerikas. Im selben Jahr gelang ihr die Besteigung des Makalu (8481 Meter) in nur 21 Stunden vom Advance Base Camp aus. 2021 bestieg sie die Annapurna 1 ohne Sauerstoff zusammen mit ihrem Bruder, im Herbst 2021 den Manaslu und 2022 den Broad Peak. Bei allen diesen Besteigungen war sie die erste Sherpani, der das gelang.
Im Frühjahr 2023 erreichte sie im zweiten Anlauf den Gipfel des Kangchenjunga. Zwischen dem 5. Juli und 21. Juli 2023 bestieg sie innerhalb von 16 Tagen mit dem Nanga Parbat, dem Gasherbrum I und dem Gasherbrum II drei weitere Achttausender. Anfang Oktober 2023 bestieg sie mit dem Cho Oyu ihren 13. Achttausender. Bei der Besteigung der Shishapangma, des letzten ihr fehlenden Achttausenders, geriet sie im Oktober 2023 in eine Lawine, bei der zwei ihrer Seilpartnerinnen starben. Am 9. Oktober 2024 erreichte sie zusammen mit Anna Pfaff den Gipfel der Shishapangma und ist damit die erste Nepalesin, die alle 14 Achttausender bestiegen hat.

## Vorbild und Rezeption
Yangzum ist eine der ersten Sherpani, die im Höhenbergsteigen erfolgreich sind und in Nepal populär wurden. Sie sieht sich als Mentorin für die nächste Generation von Höhenbergsteigerinnen. Yangzum bilanziert: „Für die traditionellen Sherpa-Gemeinden ist es seltsam, dass eine Frau den Job eines Mannes übernimmt. Man muss sehr unabhängig und selbstbewusst sein, um das zu tun.“ Sie hofft, dass ihr Erfolg andere Mädchen inspirieren kann, ihren Träumen zu folgen. In diesem Sinne leitete sie 2020 im Dorf Phortse im Khumbu-Gebiet einen Kletterkurs für Frauen. Yangzum zog nach dem Kurs eine positive Bilanz: Die Kursteilnehmerinnen hätten sich erste wesentliche Fähigkeiten für das Bergsteigen angeeignet, aber auch gelernt, das traditionell geprägte Frauenbild in Frage zu stellen. Auch aus ihrem Heimatdorf entschieden sich drei Mädchen, mit dem Bergsteigen zu beginnen.

## Leistungen und Auszeichnungen
Die herausragenden Leistungen in Yangzums alpinistischer Karriere sind:
- 2014 waren sie und zwei weitere Sherpani die erste ausschließlich weibliche nepalesische Expedition, die den Gipfel des K2 erreichte.
- Zweiter Platz im Annapurna-Mandala-Trail-Wettkampf (350 km)
- Siegerin im IFSC Nationalen Vorstiegswettkampf
- Erste Sherpani, die im Mount-Rainier-Nationalpark VIP-Rangerin wurde
- Erste Sherpani, die in den National-Geographic-Expeditionskader zum Mount Everest aufgenommen wurde